# Die MDR-Hitparade
Die MDR-Hitparade war eine Unterhaltungssendung des Mitteldeutschen Rundfunks. Das 2007 gestartete Format war die einzige Musik-Wertungsshow im öffentlich-rechtlichen Fernsehen. Die von Andrea Ballschuh moderiert wurde
Der Marktanteil der Debütsendung am 23. Februar 2007 betrug ca. 8,8 % und die Zuschauerzahl ca. 440 000.

## Inhalt
Zur Wahl standen deutsche Schlager und volkstümliche Titel, die sich bereits erfolgreich in den Airplaycharts platzieren konnten. Die Sendung kommt ohne die Interpreten aus und speist sich ausschließlich aus Video-Clips, die aus vergangenen Unterhaltungsshows der ARD entnommen wurden. Nach den eingespielten Videos können die Zuschauer per TED den Siegertitel der jeweiligen Ausgabe wählen, welcher noch am Ende der Sendung bekannt gegeben wurde.

## Kritik
Es wird kritisiert, dass Platzierungen nicht bekannt gegeben werden und es keine Live-Acts sowie kein Studiopublikum gibt, es handele sich nur um Recycling von Show-Acts früherer ARD-Sendungen.